# Murray John Moten
Murray John Moten, avstralski general, * 3. julij 1899, † 14. september 1953.